# 笠間の陶炎祭
笠間の陶炎祭（かさまのひまつり）は、毎年4月29日から5月5日のゴールデンウィーク期間中に茨城県笠間市で開かれる、地元特産品の笠間焼を中心とした陶器市である。

## 概要
陶芸家、窯元、販売店などが出展し陶器等販売や飲食物の提供を行う他、土面のオークションや音楽イベントも行われ、多くの来客がある。同時期に近隣の笠間つつじ公園では「笠間つつじまつり」があり双方の会場を結ぶバスも運行される。

## 歴史
1970年代から若手陶芸家が台頭し始めた笠間では、既につつじ祭りで開催されていた問屋主催の陶器市に対し、自分たちの手で作った自由にみんなが楽しめる祭りを開催したいとの思いを持つ者たちがいた。彼らの思いは当時の販売組合からは否定されたが、諦めきれない者たち415人が手作りの祭りの実現に向けて会合を持った。そして「陶炎祭」という名称を決め、カンパで160万円程を集め、36者で初めての開催を1982年5月1日から3日に芸術村の空き地で行った。寺本守の述懐によれば、アメリカのアートフェアに着想を得たという。初代の実行委員長は製陶ふくだの福田実であった。その時の来場者は1日200 - 300人ぐらいであった。会場では笠間焼の先達たちに敬意を表し延命地蔵菩薩の野焼きも行われた。
その後は会期・会場の変更、主催を1994年には笠間焼協同組合へ移行するなどの変遷を経つつ、回を重ねるごとに来客者が増加し、茨城県屈指の大型イベントへと成長した。
2007年には、茨城県のイメージアップに貢献した取り組みに対して送られるいばらきイメージアップ大賞の奨励賞を"笠間の陶炎祭を中心とした芸術・文化のまちづくり"として受賞した。
東日本大震災が起きた2011年は多くの窯元が被災し開催が危ぶまれたが、組合は開催をすることを表明し、震災前に出展を申し込んでいた214人に改めて出展の意思を確認したところ、191人が参加の意思を表明した。そして「笠間から元気を発信します!!」のメッセージと共に開催されたこの年は、売り上げの一部を義援金に回すなどチャリティー色を出したものとなった。また辞退者に伴って生じた空きスペースでは、風評被害で売り上げが落ち込んだ茨城県産の野菜や海産物の販売が行われた。
| 開催回                             | 会期            | 会場                          | 観光客数  | 開催時資料                    |
| ---------------------------------- | --------------- | ----------------------------- | --------- | ----------------------------- |
| 第1回（1982年）                    | 5月1日〜3日     | 芸術の村 （笠間市下市毛）     | －        | －                            |
| 第2回（1983年）                    | 5月1日〜5日     | 芸術の村 （笠間市下市毛）     | －        | －                            |
| 第3回（1984年）                    | 5月2日〜6日     | 芸術の村 （笠間市下市毛）     | －        | －                            |
| 第4回（1985年） 〜第11回（1992年） | 5月1日〜5日     | 芸術の村 （笠間市下市毛）     | －        | －                            |
| 第12回（1993年）                   | 5月1日〜5日     | 笠間芸術の森公園内            | 117,000人 | －                            |
| 第13回（1994年）                   | 5月1日〜5日     | 笠間芸術の森公園内            | －        | －                            |
| 第14回（1995年）                   | 5月1日〜5日     | 笠間芸術の森公園 イベント広場 | 132,000人 | －                            |
| 第15回（1996年）                   | 5月1日〜5日     | 笠間芸術の森公園 イベント広場 | 130,000人 | －                            |
| 第16回（1997年）                   | 5月1日〜5日     | 笠間芸術の森公園 イベント広場 | 132,000人 | －                            |
| 第17回（1998年）                   | 5月1日〜5日     | 笠間芸術の森公園 イベント広場 | 136,000人 | －                            |
| 第18回（1999年）                   | 5月1日〜5日     | 笠間芸術の森公園 イベント広場 | 145,000人 | －                            |
| 第19回（2000年）                   | 4月29日〜5月5日 | 笠間芸術の森公園 イベント広場 | 200,000人 | －                            |
| 第20回（2001年）                   | 4月29日〜5月5日 | 笠間芸術の森公園 イベント広場 | 220,000人 | －                            |
| 第21回（2002年）                   | 4月29日〜5月5日 | 笠間芸術の森公園 イベント広場 | 235,700人 | －                            |
| 第22回（2003年）                   | 4月29日〜5月5日 | 笠間芸術の森公園 イベント広場 | 227,000人 | －                            |
| 第23回（2004年）                   | 4月29日〜5月5日 | 笠間芸術の森公園 イベント広場 | 221,500人 | －                            |
| 第24回（2005年）                   | 4月29日〜5月5日 | 笠間芸術の森公園 イベント広場 | 243,000人 | －                            |
| 第25回（2006年）                   | 4月29日〜5月5日 | 笠間芸術の森公園 イベント広場 | 234,000人 | －                            |
| 第26回（2007年）                   | 4月29日〜5月5日 | 笠間芸術の森公園 イベント広場 | 267,900人 | －                            |
| 第27回（2008年）                   | 4月29日〜5月5日 | 笠間芸術の森公園 イベント広場 | 282,400人 | 開催時ホームページ            |
| 第28回（2009年）                   | 4月29日〜5月5日 | 笠間芸術の森公園 イベント広場 | 302,500人 | 開催時ホームページ            |
| 第29回（2010年）                   | 4月29日〜5月5日 | 笠間芸術の森公園 イベント広場 | 330,500人 | 開催時ホームページ            |
| 第30回（2011年）                   | 4月29日〜5月5日 | 笠間芸術の森公園 イベント広場 | 380,000人 | 開催時ホームページ            |
| 第31回（2012年）                   | 4月29日〜5月5日 | 笠間芸術の森公園 イベント広場 | 341,000人 | 開催時ホームページ 会場マップ |
| 第32回（2013年）                   | 4月29日〜5月5日 | 笠間芸術の森公園 イベント広場 | 468,000人 | 開催時ホームページ 会場マップ |
| 第33回（2014年）                   | 4月29日〜5月5日 | 笠間芸術の森公園 イベント広場 | 488,000人 | 開催時ホームページ 会場マップ |
| 第34回（2015年）                   | 4月29日〜5月5日 | 笠間芸術の森公園 イベント広場 | 516,000人 | 開催時ホームページ 会場マップ |
| 第35回（2016年）                   | 4月29日〜5月5日 | 笠間芸術の森公園 イベント広場 | 557,000人 | 開催時ホームページ 会場マップ |
| 第36回（2017年）                   | 4月29日〜5月5日 | 笠間芸術の森公園 イベント広場 | 534,000人 | 開催時ホームページ            |
| 第37回（2018年）                   | 4月29日〜5月5日 | 笠間芸術の森公園 イベント広場 | 543,000人 | 開催時ホームページ            |
| 第38回（2019年）                   | 4月29日〜5月5日 | 笠間芸術の森公園 イベント広場 | 501,000人 | 開催時ホームページ            |
| 第39回（2020年）                   | 4月29日〜5月5日 | 笠間芸術の森公園 イベント広場 | 中止      | ホームページ                  |
| 第40回（2021年）                   | 4月29日〜5月5日 | 笠間芸術の森公園 イベント広場 | 64,800人  | 開催時ホームページ 会場マップ |
| 第41回（2022年）                   | 4月29日〜5月5日 | 笠間芸術の森公園 イベント広場 | 78,900人  | 開催時ホームページ 会場マップ |
| 第42回（2023年）                   | 4月29日〜5月5日 | 笠間芸術の森公園 イベント広場 | 85,000人  | 開催時ホームページ 会場マップ |